# 笔龙胆
笔龙胆（学名：Gentiana zollingeri）是龙胆科龙胆属的植物。分布在朝鲜、俄罗斯、日本以及中国大陆的山西、陕西、湖北、安徽、山东、江苏、浙江、河北、东北、河南等地，生长于海拔500米至1,650米的地区，一般生长在灌丛中、草甸及林下，目前尚未由人工引种栽培。

## 别名
绍氏龙胆（中国北部植物图志）